# Anny - en gatepiges roman
Anny – en gatepiges roman er et norsk romantisk filmdrama fra 1912. Filmen havde premiere 9. november 1912 i Cordial kino i Oslo.

## Handling
Den smukke Anny, som får arbejde i en cigarbutik, oplever at en kendt grossist blive betaget af hende og tilbyder hende arbejde i sin manufakturforretning. Anny er lidt ængstelig, men tager imod tilbuddet – mest for at undgå sin fordrukne far.
Der opstår snart et forhold mellem Anny og grossisten, og hun brænder alle broer til sit tidligere liv og lader sin letsindighed tage over. Anny har ingen følelser for grossisten og finder sig en ny ven. Hun får så grossistens søn til at stjæle farens nøgler, så hun kan røve hans pengeskab.
Tyveriet bliver opdaget, og der bliver et voldsomt opgør mellem far og søn som ender med at sønnen går med til at forsvinde til Amerika. Sønnen prøver at begå selvmord med gift og bliver bragt hjem. Efter lang tids sygdom kommer han sig og bliver tilgivet af sin far.
De gode tider er slut for Anny, hun er for stedse kommet i uføre og synker dybere og dybere ned i elendighed.

## Roller
- Anny – Julie Jansen-Fuhr
- Grossisten Willmann – Johan Andersson
- Grossistens kone – Gunlaug Lund
- Sønnen – Waldemar Zwinge
- Snap, bankkasserer – Eugène Bech
- Annys venninde – Aagot Gundersen
- Annys mor – fru Zwinge
- Annys far – Ole Brun Lie
- Doktoren, bogholderen og butikskunden – Kolbjørn Skjefstad